# Edo Murić
Edo Murić (Lubiana, 27 novembre 1991) è un cestista sloveno.
È il fratello del cestista Dino Murić.

## Carriera
Dal 2010 al 2014 ha militato nel Krka Novo mesto.
Con la Slovenia ha disputato i Giochi olimpici di Tokyo 2020, i Campionati mondiali del 2014 e quattro edizioni dei Campionati europei (2011, 2013, 2017, 2022).

## Palmarès

### Squadra
- Campionato sloveno: 5

Krka Novo mesto: 2010-11, 2011-12, 2012-13, 2013-14
Cedevita Olimpija: 2020-21
- Coppa di Slovenia: 4

Krka Novo mesto: 2014
Cedevita Olimpija: 2022, 2023, 2024
- Supercoppa slovena: 5

Krka Novo mesto: 2010, 2011, 2012
Cedevita Olimpija: 2020, 2021
- Coppa di Turchia: 1

Bandırma Banvit: 2017
- Coppa di Croazia: 1

Cedevita: 2019
- EuroChallenge: 1

Krka Novo mesto: 2010-11

### Nazionale
- Europei: 
Romania/Finlandia/Israele/Turchia 2017